# Момпероне
Момпероне (итал. Momperone) — коммуна в Италии, располагается в регионе Пьемонт, в провинции Алессандрия.
Население составляет 223 человека (2008 г.), плотность населения составляет 26 чел./км². Занимает площадь 9 км². Почтовый индекс — 15050. Телефонный код — 0131.
Покровителем коммуны почитается святой Виктор Мавр, празднование 8 мая.

## Демография
Динамика населения:

## Администрация коммуны
- Официальный сайт: http://www.tor.it/momperone/ Архивная копия от 3 марта 2016 на Wayback Machine